# Oragua bakeri
Oragua bakeri är en insektsart som beskrevs av Young 1977. Oragua bakeri ingår i släktet Oragua och familjen dvärgstritar. Inga underarter finns listade i Catalogue of Life.